# Meierijstad
Meierijstad és un municipi del Brabant del Nord, al sud dels Països Baixos.
Es va crear l'1 de gener de 2017 amb la fusió de Schijndel, Sint-Oedenrode i Veghel.

## Centres de població
- Boerdonk
- Boskant
- Eerde
- Erp
- Keldonk
- Mariaheide
- Nijnsel
- Olland
- Schijndel
- Sint-Oedenrode
- Veghel
- Wijbosch
- Zijtaart